# San Agustín Oapan
San Agustín Oapan är en ort i Mexiko.   Den ligger i kommunen Tepecoacuilco de Trujano och delstaten Guerrero, i den södra delen av landet, 170 km söder om huvudstaden Mexico City. San Agustín Oapan ligger 514 meter över havet och antalet invånare är 1 912.
Terrängen runt San Agustín Oapan är varierad. San Agustín Oapan ligger nere i en dal. Runt San Agustín Oapan är det ganska glesbefolkat, med 24 invånare per kvadratkilometer. Närmaste större samhälle är Mezcala, 17,5 km väster om San Agustín Oapan. Omgivningarna runt San Agustín Oapan är huvudsakligen savann.